# Арсланбеков Хизри Шарапутдинович
Барият Мурадовой
Хизри Шарапутдинович Арсланбеков (2 мая 1934 — 13 ноября 1996) —  Известный ученый и публицист, доцент ДГПУ, кандидат исторических наук, потомок Абусуфьяна Акаева, один из основателей Кумыкского культурного центра («Къумукъ ожагъы») в Махачкале. Родился в селе Нижнее Казанище Буйнакского района Республики Дагестан.

## Биография
В 1960 году окончил исторический факультет Дагестанского государственного университета.
С 1972 по 1980 гг. работал в секторе истории КПСС института истории, языка и литературы старшим научным сотрудником.
В 1979 году защитил кандидатскую диссертацию на тему «Деятельность Дагестанской партийной организации по развитию литературы 1921—1941 гг.».
С 1981 по 1994 гг. доцент кафедры «Истории КПСС» ДГПУ.

## Публикации
- Арсланбеков Х. Ш. — автор книги «Люди немеркнущей славы» (о деятелях коммунистической партии и советского государства).3
- Арсланбеков Хизри Шарапутдинович. «Люди немеркнущей славы». (о деятелях коммунистической партии и советского государства) — Махачкала: Дагучпедгиз, 1973. — 95 с.: ил.
- Арсланбеков Х. Ш. «Мамагаджи»: Повесть / Хизри Арсланбеков. — Махачкала: Даггиз, 1969. — 87 с. кумык.яз.
- Арсланбеков Х. Ш. «Память» / Хизри Арсланбеков. — Махачкала: Дагест. кн. изд-во, 1978. — 69 с.: ил.
- Арсланбеков Х. Ш. «Соколиное сердце». / Хизри Арсланбеков. — Махачкала: Дагучпедгиз, 1985. — 114 с. ил. 1 л. порт. кумык.яз.
- Арсланбеков Х. Ш. «Шаги: Стихи / Хизри Арсланбеков. — Махачкала: Дагест. кн. изд-во, 1982. — 36 с. кумык.яз.
- Арсланбеков Х.Ш. О Народной артистке СССР Барият Мурадовой/ Хизри Арсланбеков// Советский Дагестан. — 1989 — № 2. — С. 35-38.

- Арсланбеков Х. Ш.  «Камни и розы»: о народной артистке СССР Барият Мурадовой/ Хизри Арсланбеков// Советский Дагестан.2